# Ilkinéievo
Ilkinéievo (en rus: Илькинеево) és un poble de Baixkíria, a Rússia, que en el cens del 2010 tenia 327 habitants. Pertany al districte de Iermolàievo.